# نظرية الانحرافات الكبيرة
في نظرية الاحتمالات، تتعلق نظرية الانحرافات الكبيرة بالسلوك المقارب للذيول البعيدة لتسلسلات التوزيعات الاحتمالية. في حين يمكن تتبع بعض الأفكار الأساسية لنظرية لابلاس، بدأت إضفاء الطابع الرسمي مع رياضيات التأمين، وهي نظرية الخراب مع كرامر ولوندبرغ. تم تطوير صياغة موحدة لنظرية الانحرافات الكبيرة في عام 1966، في ورقة كتبها فارادهان. تضفي نظرية الانحرافات الكبيرة الطابع الرسمي على الأفكار الاستكشافية لتركيز المقاييس وتعمم على نطاق واسع فكرة تقارب مقاييس الاحتمال.
بشكل تقريبي، فإن نظرية الانحرافات الكبيرة تهتم بالانحدار الأسي لمقاييس الاحتمالية لأنواع معينة من الأحداث المتطرفة أو الذيلية.